# 米哈埃拉·喬治烏
米哈埃拉·喬治烏（羅馬尼亞語：Mihaela Gheorghiu，1971年11月5日—）是一名前羅馬尼亞運動員，專攻跳遠和七項全能。